# 謝榮雅
謝榮雅（1967年6月7日—），出生於臺灣屏東枋寮，為一位工業設計師。
謝榮雅在1990年代初期於宏碁股份有限公司擔任平面工程師，1996年以自己的英文名「Duck」創辦「大可意念傳達有限公司」（Duck Image Studio）並擔任設計總監，2010年創辦奇想創造並擔任執行長。
謝榮雅曾紅點設計大獎、國際論壇設計、IDEA工業設計傑出大獎、G-mark等國際設計獎項。

## 生平概略

### 早年生活
謝榮雅的父親是基督長老教會的牧師。幼時，他隨著父親工作遷調在竹北、柳營、後壁、梅山和嘉義市等地居住；當時在各地的生活經驗和記憶造成了他日後收集物品的嗜好並啟發「微居住」概念。同時，他也喜愛研究數學、繪畫、拆解機器並研究其結構與組成運作。謝榮雅雖然在求學時選擇就讀資料處理科系，但仍在畢業後繼續在設計領域持續進修。

### 職業生涯
謝榮雅在1990年代初期於宏碁股份有限公司擔任平面工程師。1996年，以自己的英文名「Duck」創辦「大可意念傳達有限公司」（Duck Image Studio）。2003年為啟德電子公司設計的嬰兒磅秤獲得醫療照護產品類別iF獎。2006年受工業技術研究院院長李鍾熙邀請進駐該院，並成立「未來技術中心」。
2010年創辦奇想創造並擔任執行長。

## 獲獎
- 2006：獲德國、德國Red dot紅點設計獎、美國IDEA獎[4]
- 2006：獲國家設計獎『特殊貢獻獎』[5]
- 2006：獲經濟部產業科技發展獎『傑出青年創新獎』[6]
- 2008：獲德國Red Dot紅點設計大獎
- 2011：獲德國iF設計獎、德國Red dot紅點設計獎、美國IDEA獎 [7]
- 2012：「大同電鍋五十周年經典紀念款」及「限量紀念款包裝」榮獲日本G-Mark Best 100 [8]
- 2016：獲總統創新獎[9]。

## 外部連結
- 謝榮雅個人部落格（页面存档备份，存于）
- GIXIA Group 奇想創造